# Ян Козакевич
Ян Козакевич (пол. Jan Kozakiewicz, 24 лютого 1996) — польський плавець.
Учасник Олімпійських Ігор 2020 року, де в естафеті 4x100 метрів комплексом його збірна посіла 9-те місце і не потрапила до фіналу, а в змішаній естафеті 4x100 метрів комплексом його збірну дискваліфіковано.